# Именины Анриетты
Именины Анриетты (или «Праздник Генриетты», оригинальное название La Fête à Henriette (фр.)) — черно-белый кинофильм, снятый режиссёром Жюльеном Дювивье в 1952 году. Жанр — комедия. В ролях: Луи Сенье, Дани Робен, Мишель Оклер, Хильдегард Кнеф. В 1964 году по этому фильму был снят римейк — «Париж, когда там жара» режиссёра Ричарда Куайна, где главные роли исполнили Уильям Холден и Одри Хепбёрн.

## Сюжет
В фильме рассказывается любовная история, выстроенная по типу любовного треугольника, в то же время в нём показано, как эта история снимается, как пишется для неё кинематографический сценарий. Таким образом, этот фильм также и о том, как делается кино.
Повествование начинается с телефонного разговора, из которого становится ясно, что сценарий, написанный для нового фильма, отвергнут цензурной комиссией. Производство фильма останавливается, и уже набранная съемочная группа остается не у дел. Двое сценаристов-напарников решают в короткий срок написать новый сценарий. Один из них считает, что это должен быть романтический фильм о любви, второй настаивает на криминальной истории. В результате их ожесточенных споров возникает нечто третье, где есть понемногу и того, и другого. По мере того как сценарий развивается, его фрагменты возникают перед зрителем на экране, а его персонажи, Робер, Морис и Анриетта, то и дело оказываются в самых невероятных ситуациях.

## В ролях
- Дани Робен в роли Анриетты
- Мишель Оклер (Michel Auclair) в роли Мориса / Марселя
- Хильдегард Кнеф (Hildegard Knef) в роли Риты Солар
- Луи Сенье — сценарист-оптимист
- Анри Кремье (Henri Crémieux) — сценарист-пессимист
- Мишлин Фрэнси (Micheline Francey) — Николь, секретарша
- Мишель Ру[фр.] (Michel Roux) в роли Робера
- Даниэль Ивернель (Daniel Ivernel) в роли полицейского инспектора
- Одетт Лор (Odette Laure) в роли Валентины
- Жанет Батти (Jeannette Batti) в роли Жизель
- Лилиан Менье (Liliane Maigné) — девушка с сигаретой